# Maria Roanet
Maria Roanet (Besiers, 1936) és una cantant i escriptora occitana.
Filla d'un mecànic, es graduà en magisteri el 1952, s'interessà per l'etnologia i la història del seu país, de manera que cap al 1954 començà a escriure els primers poemes i les primeres lletres de cançó en occità. Fou membre de la Nòva Chançon (com Patric, Joan-Pau Verdier, Rosina de Pèira i altres). El 1978 va celebrar el seu matrimoni civil amb Ives Roqueta en occità, malgrat les reticències del diputat per Olt i Garona, Garosta. Va treure alguns discs per a la discogràfica Ventadorn i ha escrit alguns llibres en francès.

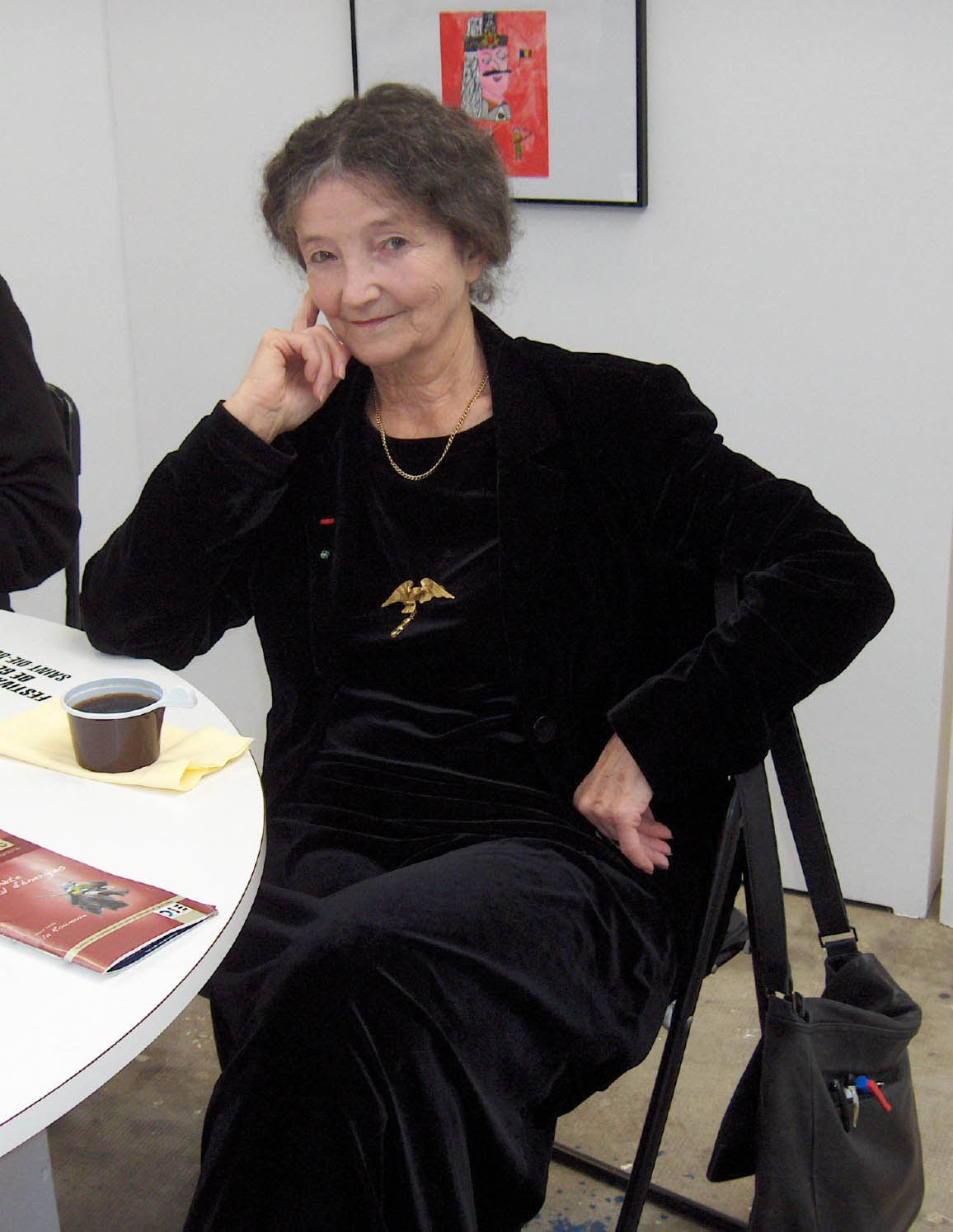
Maria Roanet a un cafè literari durant el 18è Festival internacional de geografia de Saint-Dié-des-Vosges el 2007

## Discografia
- Pica Relòtge, 1973
- Cantem Nadal, 1977
- Contra corrent la Trocha Nada, 1976
- A l'Intrada del Temps clar, 1976
- Me soveni..., 1979
- Als enfants d'Occitania, 1979
- L'eternitat, 1982

## Llibres
- Occitanie 1970, les poètes de la décolonisation (PJ Oswald, Honfleur, 1971)
- Dins de patetas rojas (IEO, 1975; Letras d'òc, 2012, ISBN 978-2-916718-43-9)
- Apollonie,Reine au coeur du monde (1984)
- Je ne dois pas toucher les choses du jardin (1993)
- La Marche lente des glaciers (1994)
- Nous les filles (1990), memòries
- Du côté des hommes (2001)
- Luxueuse austérité (2006)